# 科拉默 (印第安納州)
科拉默（英語：Collamer）是位於美國印地安納州惠特利縣的一個非建制地區。

## 地理
科拉默所處的海拔為高於海平面243米（即797英呎），而該地所採用的時區為UTC-5，即北美東部時區（EST）。同時該地設有夏令時間，為UTC-5調快一小時，即UTC-4（EDT）。